# Bavnehøj
Der Bavnehøj (auch Maglehøj) war eine megalithische Grabanlage der jungsteinzeitlichen Nordgruppe der Trichterbecherkultur im Kirchspiel Brøndbyøster in der dänischen Kommune Brøndby. Er wurde im 19. Jahrhundert zerstört.

## Lage
Das Grab lag in Brøndbyøster an der Stelle des heutigen Hauses Baunedammen 19.

## Forschungsgeschichte
1836 wurden Funde aus dem Grab geborgen. Im Jahr 1889 führten Mitarbeiter des Dänischen Nationalmuseums eine Dokumentation der Fundstelle durch. Zu dieser Zeit waren keine baulichen Überreste mehr auszumachen.

## Beschreibung

### Architektur
Die Anlage besaß eine Hügelschüttung unbekannter Form und Größe. Über eine mögliche steinerne Umfassung ist nichts bekannt. Der Hügel enthielt eine Grabkammer. Über Maße, Orientierung und Typ der Kammer liegen keine Informationen vor.

### Funde
Aus dem Grab wurden sieben Beigaben geborgen und dem Dänischen Nationalmuseum übergeben. Erhalten sind ein geschliffenes schweres dicknackiges Steinbeil, ein geschliffenes dünnblattiges dicknackiges Steinbeil und ein geschliffener Meißel. Verschollen sind eine Streitaxt, ein Feuerstein-Meißel sowie Bruchstücke einer weiteren Streitaxt und eines Feuerstein-Beils.